# Абдалла Яфі
Абдалла Яфі або Абдалла ель-Яфі (араб. عبد الله اليافي; 7 вересня 1901 — 4 листопада 1986) — ліванський політик, сім разів обіймав посаду прем'єр-міністра Лівану.

## Біографія
Народився в сунітській родині. Закінчив єзуїтський коледж при Університеті Святого Йосипа в Бейруті, 1926 року здобув докторський ступінь з права у паризькій Сорбонні за темою «Правовий статус жінки в ісламському законодавстві», ставши першим арабським докторантом того вишу. Був президентом Арабської асоціації студентів, активно виступав проти французького мандата в Лівані, за що його заарештували, втім за кілька днів звільнили. Від 1926 року працював адвокатом і журналістом.
1937 року Яфі обрали до міської ради Бейрута. Від 1938 до 1939 року очолював підмандатний Франції уряд Лівану. 1943 року повернувся до міської ради столиці, наступного року був членом ліванської делегації на Підготовчій конференції зі створення Ліги арабських держав. Представляв Ліван на конференції в Сан-Франциско 1945 року, за результатами якої було створено ООН.
У 1946—1947 роках очолював міністерство юстиції, від 1951 до 1952 й у вересні 1952 року обіймав посади прем'єр-міністра й міністра внутрішніх справ; у 1953—1954 роках знов очолював уряд Лівану, водночас обіймав посади міністра внутрішніх справ, міністра оборони, міністра інформації та міністра фінансів. У березні 1956 сформував новий кабінет міністрів, вийшов у відставку в листопаді того ж року після того, як президент Каміль Шамун під час англо-франко-ізраїльської інтервенції в Єгипті відмовився розірвати дипломатичні відносини з Францією та Великою Британією.
1957 року брав активну участь у коаліції «Фронт національного об'єднання», діяльність якої призвела до громадянської війни, інтервенції з боку США та відставки президента Шамуна. Після того Яфі до 1965 року пішов з політичного життя.
Після повернення до політики отримав портфель міністра фінансів в уряді Рашіда Караме. Від квітня до грудня 1966 року обіймав посади прем'єр-міністра, міністра внутрішніх справ, міністра інформації та міністра планування Лівану. Обіцяв провадити ліберальну економічну політику, втім за кілька місяців був змушений піти у відставку в межах кампанії з боротьби з корупцією. У 1966—1968 роках знову очолював міністерство фінансів, після чого вкотре сформував уряд (1968—1969). Одночасно обіймав посади міністра внутрішніх справ, міністра оборони, міністра інформації, міністра планування, міністра соціальних справ та міністра освіти. Вийшов у відставку після захоплення наприкінці грудня 1968 року бейрутського аеропорту силами ізраїльських командос.
1974 року президент Сулейман Франжьє запропонував Яфі знову сформувати кабінет міністрів, але той відмовився.
Активно боровся за права жінок. 1952 року його кабінет проголосував за надання виборчого права жінкам, яким виповнилось 21 рік, та які мають початкову освіту. За кілька місяців той закон ухвалив парламент. Окрім того, Яфі був відомим принциповим противником корупції.